# Багли, Марк
Марк Багли (англ. Mark Bagley; 7 августа 1957, Франкфурт-на-Майне, ФРГ) — американский художник комиксов.

## Биография

The Mighty Avengers No.7. Худ. М. Багли

Родился в семье американского военнослужащего во Франкфурт-на-Майне в Германии. С детства увлекался рисованием, в том числе и комиксов. В 1985 был призван на службу в армию США, позже решил получить художественное образование в школе искусств. После её окончания безуспешно пытался получить место в комикс-индустрии, но вместо этого стал техническим чертежником.
В 1986 году главный редактор Marvel Comics Джим Шутер инициировал начало проекта «Marvel Try-out Book», и с этой целью начал привлекать в компанию новых талантливых художников. Одним из них стал 29-летний М. Багли, удививший жюри своими оригинальными рисунками. Он получил работу в Marvel Comics, и стал в начале работать на обработке тушью готовых рисунков.
В 1990 году Багли был назначен художником серии о новой команде супергероев — New Warriors. Эта серия стала одной из самых успешных серий производства Marvel Comics в 1990-е годы.
Через несколько месяцев М. Багли был назначен художником одной из самой популярной серии комиксов всех времен — Amazing Spider-Man. Стиль Марка улучшился настолько, что он считается сейчас одним из лучших художников этой серии.
В 1997 году М. Багли заявил, что рисовать Человека—паука ему уже не так интересно, и перешел на создание новой серии Thunderbolts (Громовержцы). Героев этой серии рисовал до 2001 года, позже ему предложили новый интересный проект: шестиномерную мини-серию Ultimate Spider-Man, которая стала перезапуском истории всем известного Человека-паука. Вместе со сценаристом Брайаном Майклом Бендисом Марк приступил к работе, и в результате серия оказалась настолько популярной, что стала выходить регулярно. Над серией Марк и Брайан работали 7 лет, побив рекорд знаменитых Стэна Ли и Джека Кёрби.
Сейчас Марк работает над серией Trinity для издательства DC Comics.
Среди других работ М. Багли — «Бэтмен» (#688–691), «Фантастическая четвёрка» (Vol. 4 #1–16), «Лига Справедливости» (#38–53), «Могучие Мстители» и другие комиксы.

## Личная жизнь
Багли женат на Патти и у них есть дочь Энджи.